# La Haute-Beaume
Pour les articles homonymes, voir Beaume.
La Haute-Beaume est une commune française située dans le département des Hautes-Alpes, en région Provence-Alpes-Côte d'Azur.

## Géographie

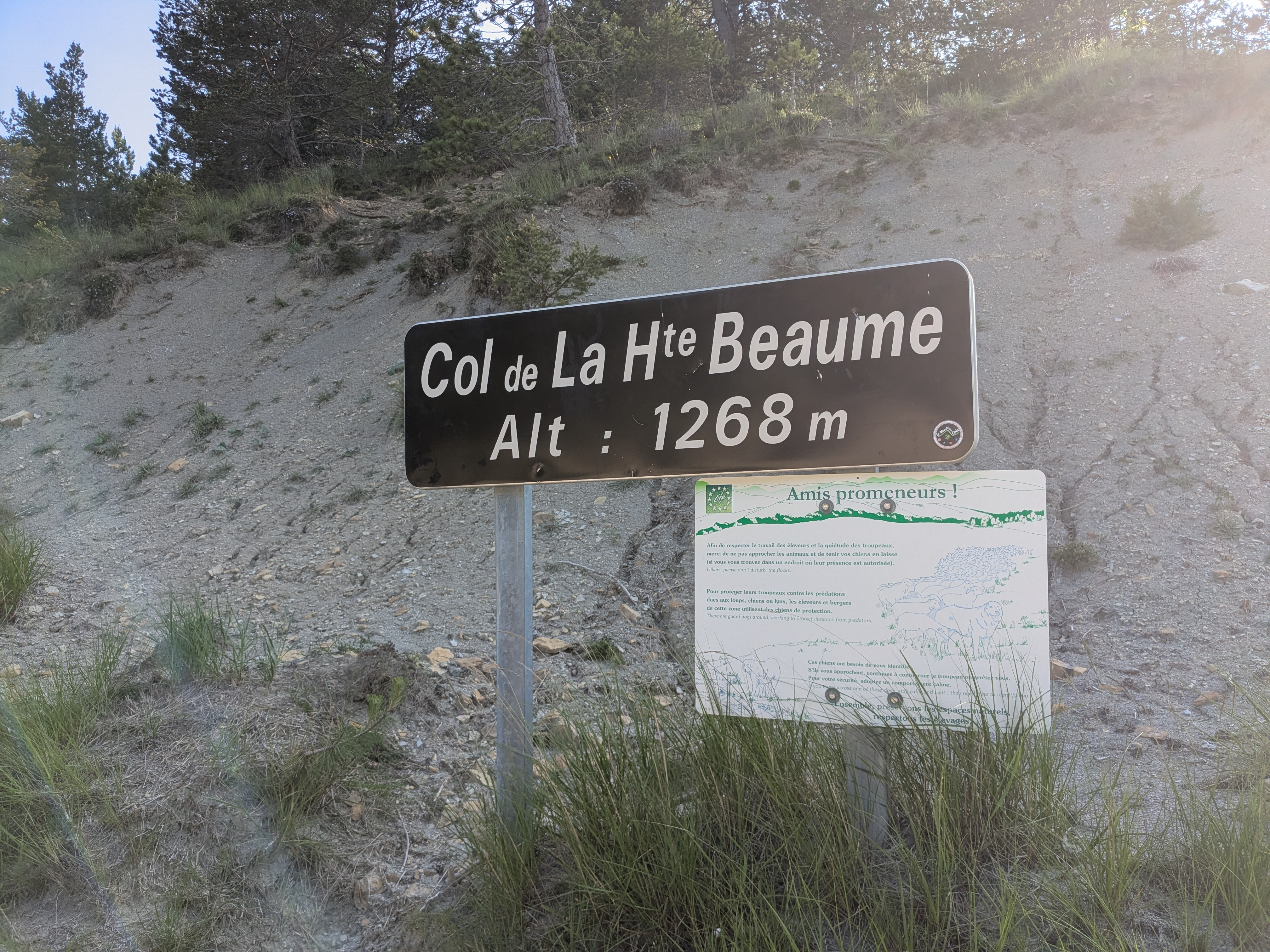
Le col de la Haute-Beaume, au nord de la commune.

### Localisation
La Haute-Beaume est située à l'ouest du département des Hautes-Alpes, à 1 200 mètres d'altitude. Elle est membre de la communauté de communes Buëch Dévoluy.
Trois communes jouxtent ce village, dont une dans le département voisin de la Drôme :
| Val-Maravel (Drôme) |                 | Montbrand |
|                     | La Haute-Beaume |           |
|                     |                 | La Beaume |

### Hydrographie
L'Aiguebelle prend sa source dans la commune, à 1 422 m d'altitude, sur les pentes de la montagne d'Aureille.

### Risques naturels et technologiques
La commune est couverte par une « cartographie informative des phénomènes torrentiels et mouvements de terrain », en relation avec des risques de phénomènes torrentiels.

### Voies de communication et transports
La commune est traversée par la route départementale (RD) 28, la seule route traversant le village reliant la RD 993 (depuis Valence et le col de Cabre) à la RD 1075 en direction de Montbrand et La Faurie,.

### Climat
Pour des articles plus généraux, voir Climat de Provence-Alpes-Côte d'Azur et Climat des Hautes-Alpes.
En 2010, le climat de la commune est de type climat de montagne, selon une étude du Centre national de la recherche scientifique s'appuyant sur une série de données couvrant la période 1971-2000. En 2020, Météo-France publie une typologie des climats de la France métropolitaine dans laquelle la commune est exposée à un climat de montagne ou de marges de montagne et est dans la région climatique Alpes du sud, caractérisée par une pluviométrie annuelle de 850 à 1 000 mm, minimale en été.
Pour la période 1971-2000, la température annuelle moyenne est de 8 °C, avec une amplitude thermique annuelle de 16,1 °C. Le cumul annuel moyen de précipitations est de 1 053 mm, avec 8,3 jours de précipitations en janvier et 5,9 jours en juillet. Pour la période 1991-2020, la température moyenne annuelle observée sur la station météorologique de Météo-France la plus proche, « Valdrôme », sur la commune de Valdrôme à 8 km à vol d'oiseau, est de 10,1 °C et le cumul annuel moyen de précipitations est de 1 065,5 mm. 
La température maximale relevée sur cette station est de 39,4 °C, atteinte le 23 août 2023 ; la température minimale est de −23 °C, atteinte le 6 janvier 1985,,.
Les paramètres climatiques de la commune ont été estimés pour le milieu du siècle (2041-2070) selon différents scénarios d'émission de gaz à effet de serre à partir des nouvelles projections climatiques de référence DRIAS-2020. Ils sont consultables sur un site dédié publié par Météo-France en novembre 2022.

## Urbanisme

### Typologie
Au 1er janvier 2024, La Haute-Beaume est catégorisée commune rurale à habitat très dispersé, selon la nouvelle grille communale de densité à 7 niveaux définie par l'Insee en 2022.
Elle est située hors unité urbaine et hors attraction des villes,.

### Occupation des sols
L'occupation des sols de la commune, telle qu'elle ressort de la base de données européenne d’occupation biophysique des sols Corine Land Cover (CLC), est marquée par l'importance des forêts et milieux semi-naturels (89,6 % en 2018), une proportion identique à celle de 1990 (89,6 %). La répartition détaillée en 2018 est la suivante : 
forêts (65,6 %), milieux à végétation arbustive et/ou herbacée (12,3 %), espaces ouverts, sans ou avec peu de végétation (11,8 %), prairies (10,4 %).
L'évolution de l’occupation des sols de la commune et de ses infrastructures peut être observée sur les différentes représentations cartographiques du territoire : la carte de Cassini (XVIIIe siècle), la carte d'état-major (1820-1866) et les cartes ou photos aériennes de l'IGN pour la période actuelle (1950 à aujourd'hui).

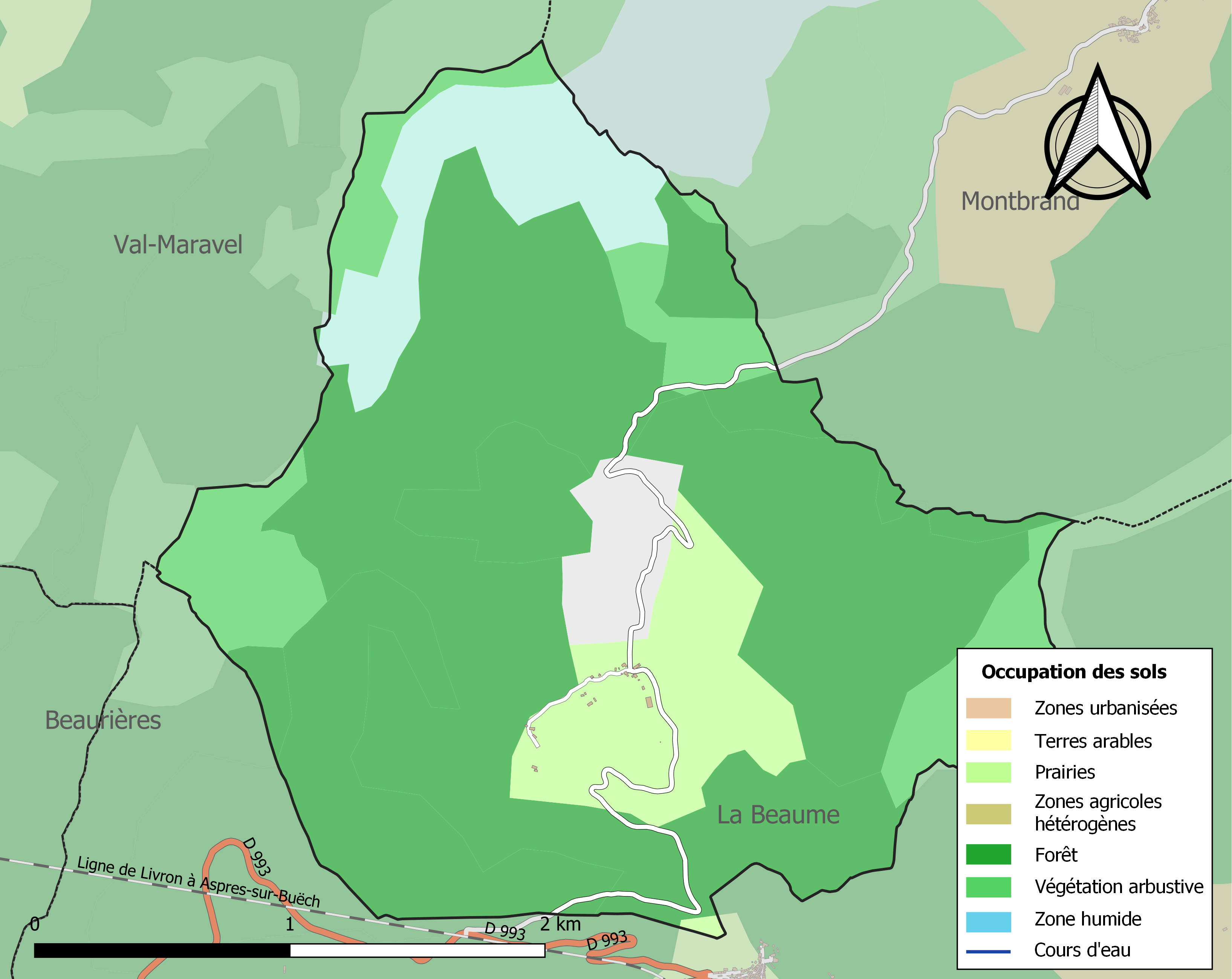
Carte de l'occupation des sols de la commune en 2018 (CLC).

## Toponymie
Le nom de la localité est attesté sous la forme Castrum supérieur de Balma en 1326.
La Bauma Auta en occitan.
Longtemps appelée Château de La Beaume ou Les Hommes de Gabriel Raymond vers 1490.
L'appellation Les Hommes de Gabriel Raymond provenait d'un partage effectué vers 1450 entre Gabriel et Claude Raymond, fils de Henri d'Agoult, seigneur de la Beaume.

## Histoire
Le village s'appelait « Château La Beaume » jusqu'à l'an XI car il « desservait toutes les communes environnantes en eau de source ».

## Politique et administration

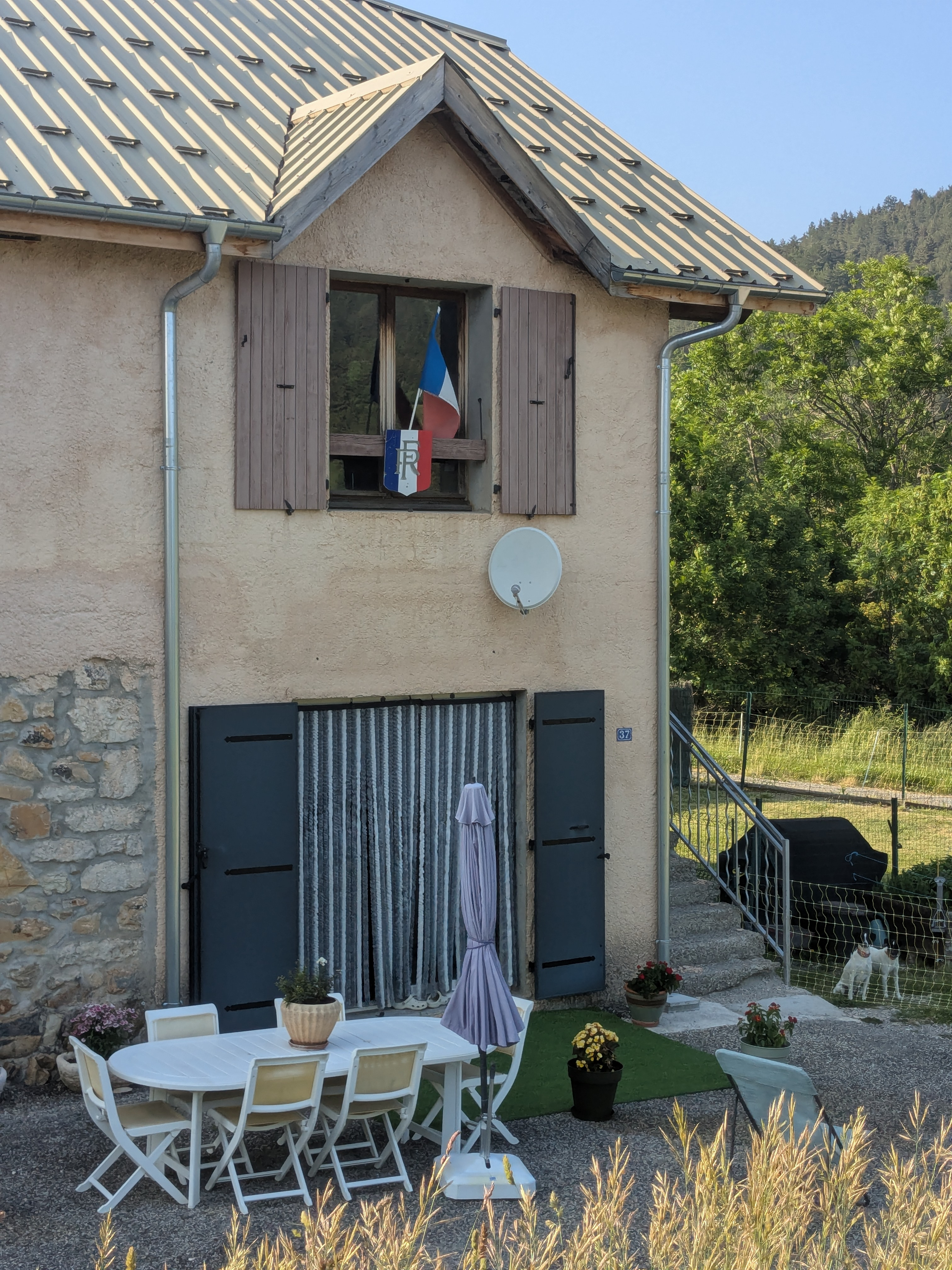
Mairie de La Haute-Beaume

### Liste des maires
| Période                                  | Période  | Identité       | Étiquette | Qualité        |
| ---------------------------------------- | -------- | -------------- | --------- | -------------- |
| Les données manquantes sont à compléter. |          |                |           |                |
| avant 1988                               | ?        | Joseph Alégria |           |                |
| mars 2001                                | En cours | Roger Aquino,  |           | Ancien employé |

## Population et société

### Démographie
L'évolution du nombre d'habitants est connue à travers les recensements de la population effectués dans la commune depuis 1793. Pour les communes de moins de 10 000 habitants, une enquête de recensement portant sur toute la population est réalisée tous les cinq ans, les populations de référence des années intermédiaires étant quant à elles estimées par interpolation ou extrapolation. Pour la commune, le premier recensement exhaustif entrant dans le cadre du nouveau dispositif a été réalisé en 2005.

En 2022, la commune comptait 7 habitants, en évolution de −22,22 % par rapport à 2016 (Hautes-Alpes : +0,4 %, France hors Mayotte : +2,11 %).
| 1793 | 1800 | 1806 | 1821 | 1831 | 1836 | 1841 | 1846 | 1851 |
| ---- | ---- | ---- | ---- | ---- | ---- | ---- | ---- | ---- |
| 160  | 141  | 148  | 133  | 117  | 112  | 95   | 101  | 100  |

| 1856 | 1861 | 1866 | 1872 | 1876 | 1881 | 1886 | 1891 | 1896 |
| ---- | ---- | ---- | ---- | ---- | ---- | ---- | ---- | ---- |
| 70   | 75   | 64   | 61   | 64   | 59   | 59   | 45   | 47   |

| 1901 | 1906 | 1911 | 1921 | 1926 | 1931 | 1936 | 1946 | 1954 |
| ---- | ---- | ---- | ---- | ---- | ---- | ---- | ---- | ---- |
| 49   | 52   | 47   | 41   | 41   | 39   | 36   | 21   | 24   |

| 1962 | 1968 | 1975 | 1982 | 1990 | 1999 | 2005 | 2006 | 2010 |
| ---- | ---- | ---- | ---- | ---- | ---- | ---- | ---- | ---- |
| 31   | 6    | 14   | 10   | 10   | 10   | 10   | 10   | 10   |

| 2015 | 2020 | 2022 | - | - | - | - | - | - |
| ---- | ---- | ---- | - | - | - | - | - | - |
| 9    | 8    | 7    | - | - | - | - | - | - |

Il s'agit de la commune la moins peuplée des Hautes-Alpes avec dix habitants au recensement de 2012, en population municipale.

## Économie

### Emploi
En 2012, la population active s'élevait à sept personnes, parmi lesquelles on comptait 71,4 % d'actifs dont 57,1 % ayant un emploi et 14,3 % de chômeurs.
On comptait deux emplois dans la zone d'emploi. Le nombre d'actifs ayant un emploi résidant dans la zone étant de quatre, l'indicateur de concentration d'emploi est de 50 %, ce qui signifie que la commune offre un emploi pour deux habitants actifs.
Aucune des quatre personnes de quinze ans ou plus n'est salariée. Tous sont indépendants. Deux d'entre eux habitent dans la commune.

### Entreprises
Au 1er janvier 2014, la commune comptait une entreprise dans le domaine du commerce, des transports et des services divers, ainsi qu'un établissement. Aucune entreprise n'a été créée en 2014.

### Tourisme
Le village ne compte ni hôtel, ni camping, ni aucun autre hébergement collectif.
Un gîte d'étape est en construction.

## Culture locale et patrimoine

### Associations
Une Acca (association communale de chasse agréée) comptabilise 20 membres.